# Angela Gabbiadini
Angela Gabbiadini (Calcinate, 12 maggio 1992) è una pallavolista italiana, schiacciatrice dell'Issa.

## Carriera

### Club
La carriera di Angela Gabbiadini comincia nel 2006 quando entra a far parte del Bergamo: con la squadra orobica disputa per lo più i campionati di serie inferiore, come Serie D, Serie C e Serie B2, oltre a collezionare qualche apparizione sporadica in prima squadra, nel massimo campionato italiano. Nella stagione 2011-12 viene promossa nella formazione maggiore, in Serie A1, con la quale, nel ruolo di secondo libero, vince la Supercoppa italiana.
Nella stagione 2012-13 viene ceduta all'Antares di Sala Consilina, in Serie A2, mentre nell'annata seguente, resta nella stessa categoria vestendo la maglia del New Libertas di Gricignano di Aversa; nella stagione 2014-15 è ancora in Serie A2 con la neopromossa VolAlto Caserta, a cui resta legata per due annate.
Per il campionato 2016-17 si accasa alla Libertas Martignacco, in Serie B1, mentre in quello successivo è al neopromosso Marsala, in Serie A2: tuttavia a metà campionato viene ceduta alla Millenium Brescia, nella stessa categoria, con cui conquista la promozione in massima serie.
Nella stagione 2018-19 è nuovamente in Serie B1, ingaggiata dalla Don Colleoni di Trescore Balneario, disputando la terza divisione nazionale anche nell'annata successiva, quando si trasferisce all'Alba, con cui, al termine della stagione 2020-21, conquista la promozione in Serie A2.
Per il campionato 2021-22 difende i colori del Soverato, in serie cadetta, mentre per l'annata successiva si accasa all'Issa di Novara, in Serie B2.

### Nazionale
Nel 2009 viene convocata nella nazionale under 18 con la quale conquista la medaglia di bronzo al Campionato europeo di categoria.
L'anno successivo partecipa ad alcuni collegiali con l'under 19 e nel 2011 con l'under 20.

## Palmarès

### Club
- Supercoppa italiana: 1

2011

### Nazionale (competizioni minori)
- Campionato europeo under 18 2009